# Frederico Rosa
Frederico Nobre Rosa (ur. 6 kwietnia 1957 w Castro Verde, zm. 17 lutego 2019) – portugalski piłkarz grający na pozycji środkowego obrońcy.

## Kariera klubowa
Karierę piłkarską Frederico rozpoczął w klubie CUF Barreiro, a następnie w 1978 roku przeszedł do FC Barreirense i w sezonie 1979/1979 zadebiutował w nim w pierwszej lidze portugalskiej. Po roku gry w Barreirense w 1979 roku odszedł do stołecznej Benfiki. Swój pierwszy sukces z Benfiką osiągnął w 1980 roku, gdy zdobył Puchar Portugalii. Rok później po raz pierwszy w karierze wywalczył mistrzostwo Portugalii, a także sięgnął po swój drugi krajowy puchar. W 1983 roku zdobył z Benfiką dublet – mistrzostwo i puchar kraju oraz dotarł do finału Pucharu UEFA, w którym Benfica uległa Anderlechtowi (0:1, 1:1).
W 1983 roku Frederico został piłkarzem Boavisty Porto. Swój największy sukces z tym klubem osiągnął w 1989 roku, gdy zajął 3. miejsce w pierwszej lidze. W 1991 roku odszedł z Boavisty i trafił do Vitórii Guimarães. W niej grał przez rok i następnie przeszedł do Estreli Amadora. W 1994 roku został zawodnikiem drugoligowego Leixões S.C., a w 1995 roku zakończył karierę piłkarską.
| Sezon   | Klub            | Kraj       | Rozgrywki        | Mecze | Bramki |
| ------- | --------------- | ---------- | ---------------- | ----- | ------ |
| 1978/79 | FC Barreirense  | Portugalia | Primeira Divisão | 30    | 2      |
| 1979/80 | SL Benfica      | Portugalia | Primeira Divisão | ?     | ?      |
| 1980/81 | SL Benfica      | Portugalia | Primeira Divisão | 17    | 0      |
| 1981/82 | SL Benfica      | Portugalia | Primeira Divisão | ?     | ?      |
| 1982/83 | SL Benfica      | Portugalia | Primeira Divisão | 7     | 0      |
| 1983/84 | Boavista FC     | Portugalia | Primeira Divisão | 23    | 3      |
| 1984/85 | Boavista FC     | Portugalia | Primeira Divisão | 28    | 2      |
| 1985/86 | Boavista FC     | Portugalia | Primeira Divisão | 30    | 3      |
| 1986/87 | Boavista FC     | Portugalia | Primeira Divisão | 26    | 2      |
| 1987/88 | Boavista FC     | Portugalia | Primeira Divisão | 33    | 3      |
| 1988/89 | Boavista FC     | Portugalia | Primeira Divisão | 30    | 0      |
| 1989/90 | Boavista FC     | Portugalia | Primeira Divisão | 17    | 1      |
| 1990/91 | Boavista FC     | Portugalia | Primeira Divisão | 27    | 2      |
| 1991/92 | Vitória SC      | Portugalia | Primeira Divisão | 30    | 1      |
| 1992/93 | Estrela Amadora | Portugalia | Primeira Divisão | 30    | 2      |
| 1993/94 | Estrela Amadora | Portugalia | Primeira Divisão | 25    | 4      |
| 1994/95 | Leixões S.C.    | Portugalia | Liga de Honra    | 13    | 0      |

## Kariera reprezentacyjna
W reprezentacji Portugalii Frederico zadebiutował 23 września 1985 w przegranym 0:1 meczu eliminacji do Mistrzostwa Świata w Meksyku z Czechosłowacją. W 1986 roku został powołany przez selekcjonera Joségo Augusta Torresa do kadry na ten turniej, gdzie był podstawowym zawodnikiem i zagrał w trzech meczach swojej drużyny: z Anglią (1:0), z Polską (0:1) i z Marokiem (1:3). Od 1985 do 1990 roku rozegrał w kadrze narodowej 18 meczów i zdobył 5 goli.